# NGC 709
NGC 709 este o galaxie lenticulară situată în constelația Andromeda. A fost descoperită în 28 octombrie 1850 de către Bindon Blood Stoney⁠(d). Se află la o distanță de 49,1 de megaparseci de Pământ.